# Franz Rompza
Franz Rompza (* 12. Februar 1934 in Seehof) ist ein ehemaliger deutscher Degenfechter, deutscher Meister und Teilnehmer an den Olympischen Spielen 1964 in Tokio und 1968 in Mexiko.

## Erfolge
Rompza focht für den Heidenheimer SB und gewann 1963 das internationale Turnier in Brüssel. 1965 wurde er deutscher Einzelmeister im Degenfechten.
Bei den Olympischen Spielen 1964 in Tokio nahm er sowohl im Einzel als auch mit der Mannschaft teil. Im Einzel belegte er den siebten Platz, mit der Mannschaft wurde er Sechster. 1968 belegte er in Mexiko den geteilten 13. Platz im Einzel, mit dem Team verpasste er die Medaillenränge nur knapp. Das deutsche Degenteam wurde Vierter hinter Ungarn, der Sowjetunion und Polen.
Nach seiner aktiven Karriere machte er eine Fechtmeisterausbildung in Köln. Anschließend nahm er eine Stelle als Universitätsfechtmeister in Bern an, wo er neben Sportfechtern auch Verbindungsstudenten trainierte. Er blieb in Bern bis zu seiner Pensionierung 1999.